# Llista de presons de Catalunya
Llista de presons de Catalunya, inclou les presons en funcionament, les planejades o en construcció i les històriques:

## Presons operatives
Les presons catalanes estan distribuïdes en tot el territori de la comunitat. Actualment existeixen 14 presons, que per ordre de construcció són:
- Centre Penitenciari de Quatre Camins
- Centre Penitenciari Obert 2 de Barcelona
- Centre Penitenciari de Dones de Barcelona
- Centre Obert de Dones de Barcelona
- Centre Penitenciari de Brians 1 (Sant Esteve Sesrovires)
- Centre Penitenciari Mas d'Enric (el Catllar)
- Centre Penitenciari de Ponent (Lleida)
- Centre Obert de Ponent
- Centre Penitenciari Puig de les Basses (Figueres)
- Centre Penitenciari Obert de Tarragona
- Centre Penitenciari Obert de Girona
- Centre Penitenciari de Brians 2 (Sant Esteve Sesrovires)
- Centre Penitenciari els Lledoners (Sant Joan de Vilatorrada)
- Centre Penitenciari de Joves (la Roca del Vallès)

## Presons històriques
- Centre Penitenciari d'Homes de Barcelona ("la Model")
- Presó de Reina Amàlia (Barcelona)
- Presó de les Corts (Barcelona)
- Presó de Lleida
- Presó de Mataró
- Presó de Montjuïc (Barcelona)
- Presó de la Palma d'Ebre
- Presó de Pilats (Tarragona)
- Presó de la Trinitat (Barcelona)
- Presó de Salt
- Presó de Sort
- Presó de Tremp
- Presó preventiva de Reus